# Čvrsto gorivo
Čvrsto gorivo se odnosi na različite oblike čvrstog materijala koji se može spaliti da se oslobodila energiju, obezbeđujući toplotu i svetlost kroz proces sagorevanja. Čvrsta goriva mogu se porediti sa tečnim gorivima i gasovitim gorivima. Uobičajeni primeri čvrstih goriva uključuju drvo, drveni ugalj, treset, ugalj, heksaminska goriva, suvu balegu, drvene pelete, kukuruz, pšenicu, pirinač, raž i druge žitarice. Čvrsta goriva se uveliko koriste u raketnoj industriji kao čvrsta goriva. Čvrsta goriva su korišćena tokom ljudske istorije za stvaranje vatre, a čvrsto gorivo je i danas u širokoj upotrebi širom sveta.
Čvrsto gorivo iz biomase se smatra obnovljivim izvorom energije koji može doprineti naporima za ublažavanje klimatskih promena. Čvrsto gorivo iz fosilnih goriva (tj. ugalj) nije obnovljivi izvor energije.

## Spoljašnje veze
- Mediji vezani za članak Čvrsto gorivo na Vikimedijinoj ostavi